# 东安省
东安省是满洲国治下的一个省。存在时间为1939年至1943年。相当于现在的黑龙江省东南部。
1939年6月1日，满洲国将当时的三江省的饶河、宝清二县与当时的牡丹江省的密山、虎林二县划出，设置东安省，加新增设之林口县（密山、穆棱、勃利各一部分），共辖五县。据1940年10月统计，全省总面积41397平方公里，人口51．2万人。1941年1月，满洲国将当时的三江省的勃利县划归东安省管辖。同年9月，将密山县西部地区划出增设鸡宁县。1942年1月，将省会东安街改为东安市。是时，全省共辖1市、6县。
1943年10月1日，满洲国将东安省并入东满总省。

## 教育
- 东安师道学校：本科四年，专修科两年，半公费
- 林口畜产学校
- 东安国高
- 宝清国高
- 东满总省省立东安工科学校：免费，提供伙食与衣服，学制两年，培养技术工人。设建筑科、机械科、兵器科、面包科、蹄铁科、缝纫科。